# Sandro Cuomo
Sandro Cuomo (ur. 21 października 1962 w Neapolu) – włoski szermierz, szpadzista, zawodnik GS Fiamme Oro, dwukrotny medalista olimpijski i wielokrotny medalista mistrzostw świata.
Na igrzyskach olimpijskich w Los Angeles w 1984 roku reprezentacja Włoch w składzie: Stefano Bellone, Sandro Cuomo, Cosimo Ferro, Roberto Manzi i Angelo Mazzoni zdobyła drużynowo brązowy medal. W zawodach indywidualnych zajął czternaste miejsce. Na rozgrywanych cztery lata później igrzyskach olimpijskich w Seulu był czwarty w zawodach drużynowych i indywidualnych, przegrywając walkę o indywidualny medal z Andriejem Szuwałowem z ZSRR 8:10. Następnie zajął 5. miejsce drużynowo i 26. indywidualnie podczas igrzysk olimpijskich w Barcelonie w 1992 roku. Brał również udział w igrzyskach olimpijskich w Atlancie w 1996 roku, wspólnie z Angelo Mazzonim i Maurizio Randazzo zwyciężając w rywalizacji drużynowej. Indywidualnie zajął piątą pozycję.
Podczas mistrzostw świata w Wiedniu w 1983 roku wspólnie z Mazzonim, Manzim i Bellone zdobył brązowy medal w zawodach drużynowych. W konkurencji tej Włosi z Cuomo w składzie zdobywali następnie złote medale na mistrzostwach świata w Denver (1989), mistrzostwach świata w Lyonie (1990) i mistrzostwach świata w Essen (1993), srebrny na mistrzostwach świata w Barcelonie (1985) oraz brązowe podczas mistrzostw świata w Sofii (1986) i mistrzostw świata w Kapsztadzie (1997). Ponadto na mistrzostwach świata w Denver w 1989 roku zdobył srebrny medal w rywalizacji indywidualnej, przegrywając w finale z Hiszpanem Manuelem Pereirą. Sześć lat później, podczas mistrzostw świata w Hadze zajął indywidualnie trzecie miejsce, plasując się za dwoma Francuzami: Érikiem Sreckim i Robertem Leroux.
Zdobył również złoty medal drużynowo na mistrzostwach Europy w Bolzano w 1999 roku.
Był także mistrzem Włoch.